# Eyre-Halbinsel
Die Eyre-Halbinsel (englisch Eyre Peninsula) ist eine dreieckige Halbinsel in South Australia. Sie liegt zwischen dem Spencer-Golf im Osten und der Großen Australischen Bucht im Westen und wird im Norden von den Gawler Ranges begrenzt. Sie ist nach dem Entdecker Edward John Eyre benannt, der sie in den Jahren 1839–1841 zum Teil erforscht hat. Die Küsten waren von Matthew Flinders und Nicolas Baudin schon zu Beginn des 19. Jahrhunderts erforscht worden.
Die wichtigsten Städte sind der Hafen Port Lincoln im Süden, Whyalla und Port Augusta im Nordosten sowie Ceduna im Nordwesten der Halbinsel.
Neben Bergbau (nahe Cowell wird Jade gefördert, bei Iron Knob Eisenerz) wird in erster Linie Landwirtschaft betrieben. Im trockeneren Norden Getreideanbau sowie Schaf- und Rinderzucht, im feuchteren Süden auch Milchwirtschaft und Weinbau. Port Lincoln ist ein Zentrum des australischen Fischfangs.
Auf der Eyre-Halbinsel liegen eine Reihe von Nationalparks, darunter der Lincoln-Nationalpark, der Coffin-Bay-Nationalpark und der Gawler-Ranges-Nationalpark sowie eine Reihe von Reservaten wie der Pinkawillinie-Conservation-Park.
Im Januar 2005 kam es auf der Eyre-Halbinsel zu einem der schwersten Buschfeuer in Australien der vergangenen zwanzig Jahre, dem Eyre-Halbinsel-Buschfeuer, bei dem neun Menschen das Leben verloren.